# 葛世荣
葛世荣（1963年4月—），男，汉族，浙江天台人，中国煤炭开采运输工程专家，中国矿业大学（北京）校长、教授、博士生导师，中国工程院院士。